# 33845 Aprilrussell
33845 Aprilrussell è un asteroide della fascia principale. Scoperto nel 2000, presenta un'orbita caratterizzata da un semiasse maggiore pari a 2,252661 UA e da un'eccentricità di 0,150239, inclinata di 5,700165° rispetto all'eclittica. Ha un diametro di 1,862 km.